# أوين بيتي
أوين بيتي هو عالم إنسان كندي، ولد في 3 يونيو 1949 في فيكتوريا في كندا.